# President del Tirol del Sud

Escut de la província autònoma del Tirol del Sud

El President del Tirol del Sud és el cap del govern del Tirol del Sud.
| Presidents del Tirol del Sud | Presidents del Tirol del Sud | Presidents del Tirol del Sud | Presidents del Tirol del Sud |
| President                    | Partit                       | Període                      | Legislatura                  |
| ---------------------------- | ---------------------------- | ---------------------------- | ---------------------------- |
| Karl Erckert                 | SVP                          | 1948–1952                    | I Legislatura                |
| Karl Erckert                 | SVP                          | 1952–1955                    | II Legislatura               |
| Alois Pupp                   | SVP                          | gen. - nov. 1956             | II Legislatura               |
| Alois Pupp                   | SVP                          | 1956–1960                    | III Legislatura              |
| Silvius Magnago              | SVP                          | 1960–1964                    | IV Legislatura               |
| Silvius Magnago              | SVP                          | 1964–1968                    | V Legislatura                |
| Silvius Magnago              | SVP                          | 1968–1973                    | VI Legislatura               |
| Silvius Magnago              | SVP                          | 1973–1978                    | VII Legislatura              |
| Silvius Magnago              | SVP                          | 1978–1983                    | VIII Legislatura             |
| Silvius Magnago              | SVP                          | 1984–1989                    | IX Legislatura               |
| Luis Durnwalder              | SVP                          | 1989–1993                    | X Legislatura                |
| Luis Durnwalder              | SVP                          | 1993–1998                    | XI Legislatura               |
| Luis Durnwalder              | SVP                          | 1998–2003                    | XII Legislatura              |
| Luis Durnwalder              | SVP                          | 2003–2008                    | XIII Legislatura             |
| Luis Durnwalder              | SVP                          | 2008-2014                    | XIV Legislatura              |
| Arno Kompatscher             | SVP                          | 2014-                        | XV Legislatura               |